# SN 2002B
SN 2002B – supernowa typu Ia odkryta 9 stycznia 2002 roku w galaktyce A054046-7151. Jej maksymalna jasność wynosiła 20,50m.